# Jeleniak (ssaki)
Jeleniak (Blastocerus) – rodzaj ssaków z podrodziny saren (Capreolinae) w obrębie rodziny jeleniowatych (Cervidae).

## Rozmieszczenie geograficzne
Rodzaj obejmuje jeden żyjący współcześnie gatunek występujący w Ameryce Południowej.

## Morfologia
Długość ciała 165–180 cm, długość ogona 13–15 cm, wysokość w kłębie 100–130 cm; masa ciała 70–130 kg.

## Systematyka
Rodzaj zdefiniował w 1844 roku paleontolog i zoolog Johann Andreas Wagner w suplemencie do publikacji autorstwa niemieckiego przyrodnika Johanna Christiana Daniela von Schrebera dotyczącej ssaków. Wagner wymienił trzy gatunki – Cervus paludosus A.G. Desmarest, 1822 (= Cervus dichotomus lliger, 1815), Cervus macrotis Say, 1823 (= Cervus hemionus Rafinesque, 1817) i Cervus campestris zu Wied-Neuwied, 1826 (= Cervus bezoarticus Linnaeus, 1758) – nie wskazując gatunku typowego; w ramach późniejszego oznaczenia w 2000 roku angielski zoolog Peter Grubb na typ nomenklatoryczny wyznaczył Cervus paludosus A.G. Desmarest, 1822 (= Cervus dichotomus lliger, 1815).

### Etymologia
- Blastocerus (Blastoceri, Blastoceros, Blastoros): gr. βλαστος blastos ‘kiełek, pęd’; κερας keras, κερατος keratos ‘róg’[16].
- Bezoarticus: hiszp. bezoar ‘dzika koza’; łac. przyrostek -icus ‘podobny’[17]. Gatunek typowy (oznaczenie monotypowe): Cervus paludosus A.G. Desmarest, 1822 (= Cervus dichotomus Illiger, 1815).
- Edocerus (Edoceros): gr. ηδω ēdō ‘jeść’[18]; κερας keras, κερατος keratos ‘róg’[19]. Gatunek typowy (oryginalne oznaczenie): Cervus dichotomus Illiger, 1815.

### Podział systematyczny
Do rodzaju należy jeden występujący współcześnie gatunek:
- Blastocerus dichotomus (Illiger, 1815) – jeleniak bagienny

Opisano również kilka gatunków wymarłych:
- Blastocerus avius (F. Ameghino, 1888)[22] (Ameryka Południowa).
- Blastocerus extraneus Simpson, 1928[23] (Ameryka Północna; plejstocen).
- Blastocerus percultus (Ameghino, 1902)[24] (Ameryka Południowa; plejstocen).
- Blastocerus tuberculatus (P. Gervais & Ameghino, 1880)[25] (Ameryka Południowa).
- Blastocerus vulneratus (Ameghino, 1889)[26] (Ameryka Południowa; plejstocen).